# LG K50
LG K50は、韓国のLGエレクトロニクスによって開発されたAndroid搭載スマートフォンである。

## 概要

### 仕様
- Wi-Fi : IEEE802.11 a/b/g/n/ac 準拠
- SIMサイズ : nanoSIM

### その他機能
- Wi-Fiテザリング（最大接続台数：10台）
- 生体認証 指紋認証
- 緊急速報メール

### 付属品
- 取扱説明書